# NGC 2347
NGC 2347 is een spiraalvormig sterrenstelsel in het sterrenbeeld Giraffe. Het hemelobject werd op 1 november 1788 ontdekt door de Duits-Britse astronoom William Herschel.

## HD 55077 (SAO 14129)
Vanaf de aarde gezien bevindt het stelsel NGC 2347 zich schijnbaar net ten zuiden van de ster HD 55077 (magnitude +7). Amateurastronomen kunnen HD 55077 aanwenden als gidsster om het stelsel NGC 2347 op te sporen.
HD 55077 en NGC 2347 bevinden zich iets meer dan 2 graden ten westzuidwesten van het opvallende sterrenstelsel NGC 2403.

## Synoniemen
- UGC 3759
- IRAS07112+6447
- MCG 11-9-39
- KCPG 128B
- ZWG 309.26
- PGC 20539